# 1914

Europa l'any 1914. Les potències en lletra majúscula.

## Esdeveniments
Països Catalans

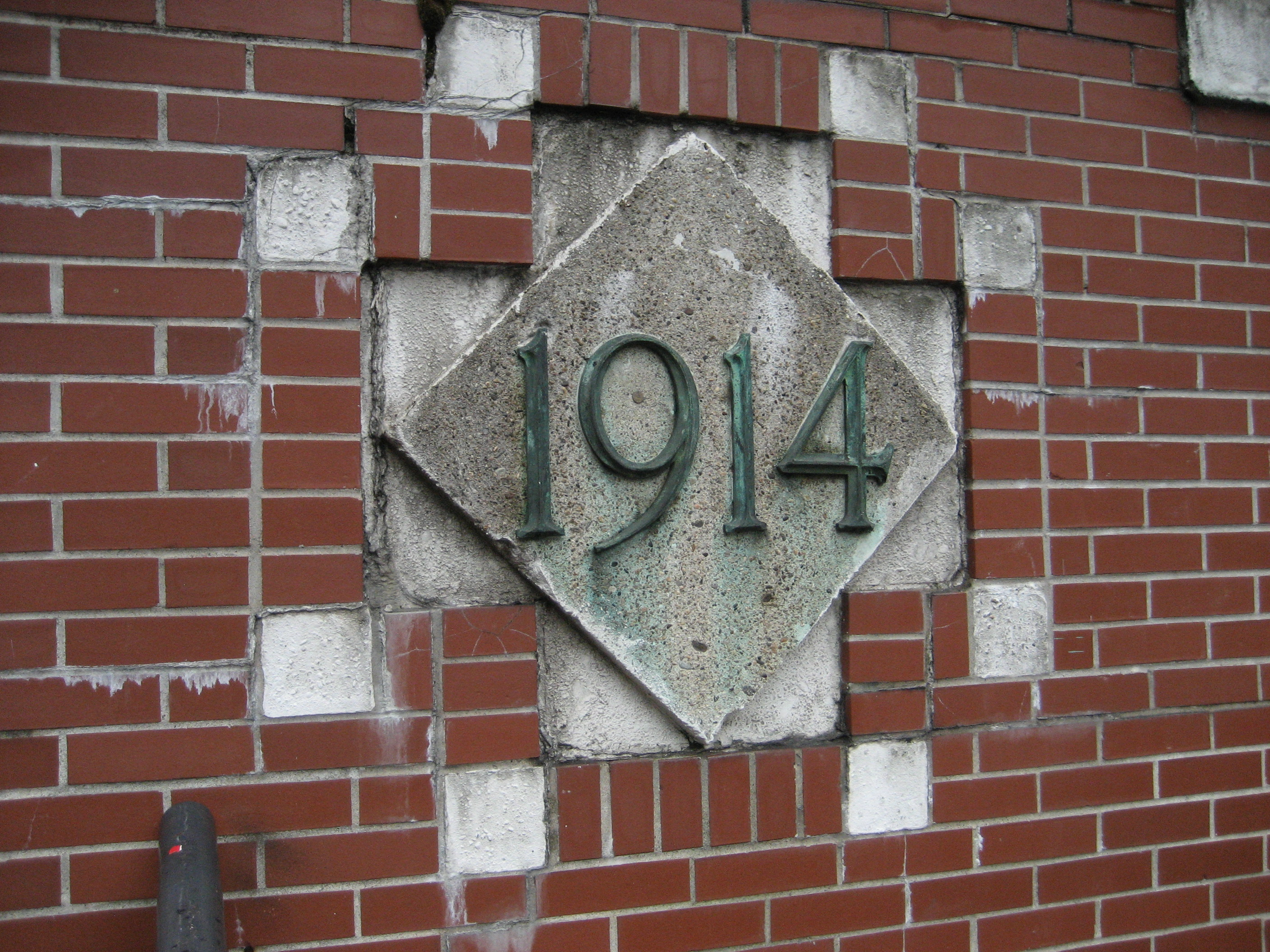
Túnel a Providence (Rhode Island)

- 6 d'abril - Barcelona: s'hi constitueix la Mancomunitat de Catalunya, presidida per Enric Prat de la Riba.[1]
- 8 de maig - Barcelona: s'hi inaugura l'Escola del Bosc, dirigida per Rosa Sensat.[2]
- 18 de maig - Barcelona: Es crea l'Escola Superior dels Bells Oficis, destinada a la formació d'obrers especialitzats en les manufactures d'art.[3]
- 28 de maig - Barcelona: s'hi inaugura i s'obre al públic la Biblioteca de Catalunya.[4]
- 27 de novembre - Barcelona: s'hi fa públic el manifests dels Amics de la Unitat Moral d'Europa, promogut per Eugeni d'Ors i Miquel dels Sants Oliver i contrari a la guerra.
- Barcelona: es va fundar la companyia de perfumeria i moda Puig.

Resta del món
- 14 de juny - París: Gisèle Casadesus, actriu francesa, sòcia honorària de la Comédie Française (m. 2017).[5]
- 28 de juny - Sarajevo (Bòsnia i Hercegovina): hi assassinen l'hereu de la corona austrohongaresa, fet que acabarà desencadenant la Primera Guerra Mundial.
- 28 de juliol - Imperi Austrohongarès: aquest estat declara la guerra a Sèrbia, amb la qual cosa comença la Primera Guerra Mundial.[6]
- 3 d'agost - Alemanya declara la guerra a França (Primera Guerra Mundial).
- 8 d'agost - Plymouth, Anglaterra: L'Endurance emprèn el viatge cap al continent antàrtic.[7]
- 15 d'agost - Panamà: s'obre a la navegació el canal de Panamà.
- 18 d'agost - Morhange (la Lorena, França): des dels voltants de Lunéville, a mitja tarda, les tropes franceses emprenen una potent ofensiva per conquerir aquest poble, en poder dels alemanys, que durarà fins al dia 20 d'agost i que acabarà amb la derrota dels francesos, que duien pantalons vermells i eren un blanc fàcil.
- 25 de desembre - Front occidental (Europa) - Es generalitzen una sèrie d'altos el foc no oficials durant la Primera Guerra Mundial que han estat anomenats la Treva de Nadal.[8]
- Estrena de la pel·lícula An American Citizen

### Premis Nobel
| Camp                  | Guardonats                  |
| --------------------- | --------------------------- |
| Física                | - Max von Laue              |
| Química               | - Theodire William Richards |
| Medicina o Fisiologia | - Robert Bárány             |
| Literatura            | No atorgat                  |
| Pau                   | No atorgat                  |

## Naixements
Països Catalans

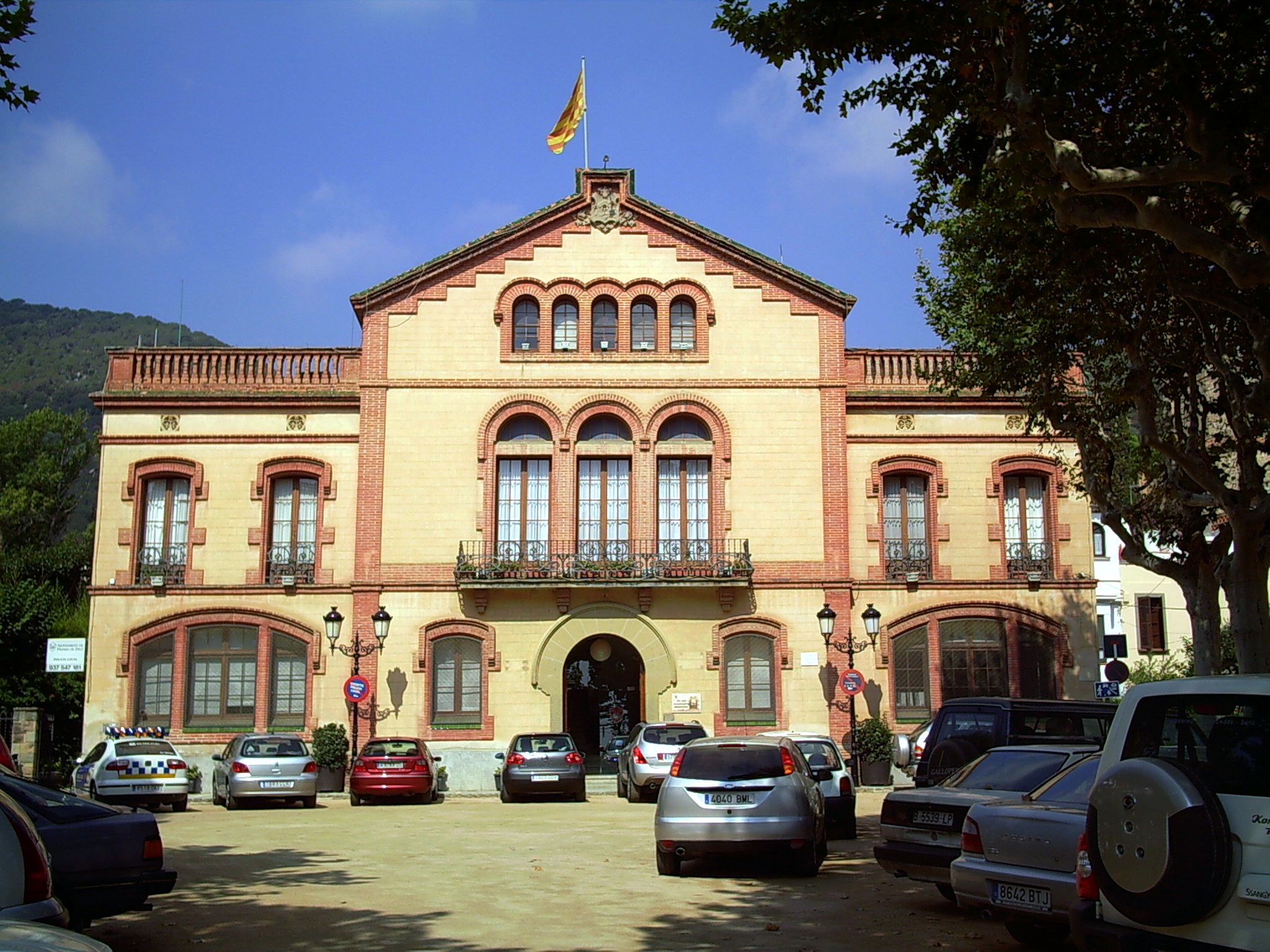
Ajuntament de Premià de Dalt, obra de Bonaventura Bassegoda (1914)

- 25 de gener, Vic: Maria Dolors Orriols i Monset, escriptora catalana (m. 2008).[9]
- 4 de febrer, Dosrius, Maresme: Esteve Albert i Corp, poeta, autor teatral, historiador i promotor cultural català.
- 25 de febrer, Maó: Josita Hernán, actriu, directora d'escena i professora de teatre (m. 1999).[10]
- 17 de març, Figueres: Maria Novell i Picó, professora, bibliotecària i escriptora (m.1969).[11]
- 23 de març, L'Alguer: Pinutxa Ginesu Maffei, mestra d'escola i poetessa algueresa en llengua catalana i italiana (m. 1961).[12]
- 28 de març, Barcelona: Rosa Balcells i Llastarry, arpista i professora d'arpa catalana (m. 1997).[13]
- 16 d'abril, Barcelona: Mercè Llimona i Raymat, il·lustradora catalana especialitzada en literatura infantil.[14]
- 22 d'abril, Sabadell: Jaume Girabau, polític comunista català, executat per la dictadura franquista.
- 29 d'abril, València: Beatriu Civera, novel·lista valenciana (m. 1995).[15]
- 3 de maig, Barcelona, Barcelonès: Martí de Riquer i Morera, humanista, especialista en literatura medieval i trobadoresca i expert en el segle d'or espanyol i El Quixot (m. 2013).[16]
- 14 de maig, Pineda de Mar (Maresme): Joaquim Soms i Jané, compositor de sardanes català (m. 2012).[17]
- 24 de maig, València: Lluís Lúcia i Mingarro, advocat, cap de producció, guionista i director de cinema valencià (m. 1984).
- 11 de juny, Tauste, Aragó: Gregorio López Raimundo, polític d'esquerres català d'origen aragonès (m. 2007).[18]
- 22 de juny, Barcelona: Alexandre Cirici i Pellicer, crític d'art, escriptor, polític i pedagog català (m. 1983).
- 26 de juny, Barcelona: Maria Lluïsa Oliveras i Andreu, atleta catalana, pionera de l'atletisme català (m. 2000).[19]
- 3 de juliol, Barcelona: Joan Vinyoli, escriptor (m. 1984).[20]
- 7 d'agost, Salàs de Pallars, Pallars Jussà: Concepció G. Maluquer, escriptora catalana que conreà la poesia i la novel·la (m. 2004).[21]
- 13 de setembre, Palma, Illes Balears: Gaspar Sabater, escriptor mallorquí (m. 1987).
- 21 de setembre, Barcelona: Roser Rahola d'Espona, editora catalana, presidenta i fundadora de l'editorial Vicens Vives (m. 2020).[22]
- 30 de setembre, Sabadell: Antoni Llonch i Gambús, industrial tèxtil i alcalde sabadellenc.
- 1 de desembre, l'Havana: Hortensia Blanch Pita, escriptora de l'exili (m. 2004).[23]
- 4 de desembre, Xàtiva: Cecilia Sanz Sanz, escriptora i metgessa valenciana exiliada del franquisme.[24]
- 29 de desembre, Girona: Domènec Balmanya, futbolista català (m. 2002).
- Llucmajor, Mallorca: Miquel Llompart Roig, ciclista de pista mallorquí.
- El palau d'Angleso: Rogel·li Duocastella i Rosell, sacerdot i sociòleg

Resta del món
- 9 de gener:
  - Pittsburgh, EUA: Kenny Clarke, bateria de jazz estatunidenc, inventor de la bateria moderna (m. 1985).
  - Chongqing (Xina): Lucien Bodard, periodista i escriptor francès, Premi Goncourt de l'any 1981 (m. 1998).
- 5 de febrer, Oxfordshire, Anglaterra: Alan Lloyd Hodgkin, neurofisiòleg anglès, guardonat amb el premi Nobel de Fisiologia o Medicina el 1963, conjuntament amb John Eccles i Andrew Huxley, per les seves descobertes sobre els mecanismes químics implicats en la transmissió nerviosa.[25]
- 22 de febrer, Catanzaro, Regne d'Itàlia: Renato Dulbecco, biòleg, Premi Nobel de Medicina o Fisiologia de l'any 1975 (m. 2012).
- 2 de març, Nova York (EUA): Martin Ritt, director, actor i guionista nord-americà que va treballar en cinema i teatre.(m. 1990).[26]
- 11 de març, Madrid: Álvaro del Portillo, bisbe catòlic (m. 1994).
- 25 de març, Cresco, EUA: Norman Borlaug, enginyer agrònom estatunidenc, Premi Nobel de la Pau de l'any 1970 (m. 2009).[27]
- 31 de març,
  - Ciutat de Mèxic: Octavio Paz, escriptor mexicà, Premi Nobel de Literatura de l'any 1990 (m. 1998).[28]
  - Queretes, Matarranya, Terol: Palmira Pla Pechovierto, pedagoga i mestra aragonesa (m. 2007).[29]
- 4 d'abril, Saigon, Vietnam: Marguerite Duras, escriptora francesa (m. 1996).[30]
- 6 d'abril, Montevideo, Uruguai: Washington Beltrán Mullin, President de l'Uruguai.
- 12 d'abril, Baden-Württemberg, Alemanya: Gretel Bergmann, atleta jueva alemanya, vetada pels nazis en els JJOO de 1936 (m. 2017).[31]
- 21 d'abril, Valparaíso, Xile: Concha Zardoya, escriptora i poetessa xilena (m. 2004).[32]
- 5 de maig, Cincinnati, Ohio, EUA: Tyrone Power, productor i actor estatunidenc. (m. 1958).
- 13 de maig:
  - Ourense: Antonia Ferrín Moreiras, matemàtica, professora i astrònoma gallega.[33]
  - La Fayette (Alabama), EUA: Joe Louis, boxador estatunidenc, campió del món.[34]
- 15 de maig, Khumbu, Nepal: Tenzing Norgay, xerpa que va pujar per primera vegada a l'Everest, juntament amb Edmund Hillary. (m. 1986)[35]
- 19 de maig, Viena, Imperi Austrohongarès: Max Ferdinand Perutz, químic, Premi Nobel de Química de l'0any 1962 (m. 2002).[36]
- 22 de maig, Birmingham, Alabama (EUA): Sun Ra (Herman Sonny Blount) músic de jazz nord-americà. Figura destacada de l'avantguarda jazzística (m. 1993).[37]
- 26 de maig, Filadèlfia: Ziggy Elman, compositor y músic de jazz.
- 7 de juny, Szczecin, actualment Polònia: Ernst Bader, actor, cantautor i compositor alemany.
- 12 de juny, Oñati (Guipúscoa): Antonino Ibarrondo Oleaga, compositor i director d'orquestrabasc (m. 1985).[38]
- 13 de juny, Roma: Anna Maria Ortese, escriptora i periodista italiana (m. 1998).[39]
- 21 de juny, Victoria (Colúmbia Britànica): William Vickrey, economista canadenc, Premi Nobel d'Economia de l'any 1996 (m. 1996).[40]
- 29 de juny, Býchory, Bohèmia: Rafael Kubelík, compositor i director d'orquestra polonès (m. 1996).[41]
- 5 de juliol, Budapest (Hongria): Annie Fischer, pianista clàssica hongaresa (m. 1995).[42]
- 21 de juliol, Roma: Suso Cecchi d'Amico, guionista italiana de cinema i televisió.[43]
- 30 de juliol, Villars-sur-Ollon (Suïssa): Béatrix Beck, escriptora belga en llengua francesa. Premi Goncourt de 1952 (m. 2008).[44]
- 31 de juliol, Courbevoie, França: Louis de Funès, còmic francès (m. 1983).
- 9 d'agost, Hèlsinki: Tove Jansson, escriptora, pintora i il·lustradora finesa d'idioma suec.[45]
- 26 d'agost, Brussel·les, Bèlgica: Julio Cortázar, escriptor i traductor argentí (m. 1984).
- 9 de setembre, Londres, Regne Unit: Leonard Feather, pianista de jazz, compositor, periodista i escriptor anglès i nacionalitzat estatunidenc (m. 1994).[46]
- 15 de setembre, Buenos Aires, Argentina: Adolfo Bioy Casares, escriptor argentí (m. 1999).
- 28 de setembre, Salzburg: Maria Franziska von Trapp, cantant de la «família Trapp» (m. 2014).[47]
- 4 d'octubre, Nova York (EUA): George Sidney, director de cinema estatunidenc (m. 2002).[48]
- 6 d'octubre, Londres: Joan Littlewood, directora de teatre anglesa (m. 2002).[49]
- 14 d'octubre, Washington DC, EUA: Raymond Davis Jr., químic i físic nord-americà, Premi Nobel de Física de l'any 2002.
- 21 d'octubre, Tulsa, EUA: Martin Gardner, matemàtic i divulgador científic estatunidenc (m. 2010).
- 27 d'octubre, Swansea, Gal·les, Regne Unit: Dylan Thomas, escriptor gal·lès (m. 1953).
- 28 d'octubre, Liverpool, Anglaterra: Richard Laurence Millington Synge: químic anglès, Premi Nobel de Química de 1952 (m. 1994).[50]
- 9 de novembre, Viena, Imperi Austrohongarès: Hedy Lamarr, actriu, productora i inventora estatunidenca.(m. 2000).[51]
- 10 de desembre, Nova Orleans: Dorothy Lamour, actriu estatunidenca (m. 1996).[52]
- 14 de desembre, Bremen, Estat de Bremen, Imperi Alemany: Karl Carstens, cinquè president de la República Federal Alemanya entre els anys 1979 i 1984.
- 30 de desembre, Leningrad Ígor Mikhàïlovitx Diàkonov, historiador, lingüista i traductor rus.

## Necrològiques
Països Catalans
- 2 de gener, Utiel, Plana d'Utiel: Fidel García Berlanga, advocat, polític i terratinent valencià (n. 1859).
- 8 de febrer, Barcelona, Barcelonès: Josefa Teixidor i Torres, pintora catalana.[53]
- 2 d'abril, Barcelona, Anna Monner, actriu de teatre nascuda a Palma (n. 1850).[54]
- Barcelona: Joana Soler Engràcia, pintora catalana (n. 1866).[55]

Resta del món
- 26 de gener, Mödling, Baixa Àustria: Nina Stollewerk, compositora austríaca.
- 3 de març, Vejrum, Dinamarca: Asger Jorn, artista danès.
- 13 de març, Madrid: María Tubau, actriu espanyola (n. 1854).[56]
- 16 de març, Berna, Suïssa: Charles Albert Gobat, polític suís, Premi Nobel de la Pau 1902 (n.1843).
- 25 de març, Malhana, Provença, França: Frederic Mistral, escriptor occità guardonat amb el Premi Nobel de Literatura (n. 1830).
- 2 d'abril, Múnic, Alemanya: Paul Heyse, escriptor alemany, Premi Nobel de Literatura de l'any 1910 (n,. 1853).[57]
- 8 d'abril, París: Hubertine Auclert, militant feminista i editora francesa (n. 1848).[58]
- 26 d'abril, Viena, Imperi Austrohongarès: Eduard Suess, geòleg austríac (n. 1831).[59]
- 5 de maig, París: Mélanie de Bussierre, «comtessa» de Pourtalès, aristòcrata i salonnière francesa (n. 1836).[60]
- 21 de juny, Viena: Bertha von Suttner, novel·lista austríaca, pacifista radical, que obtingué el Premi Nobel de la Pau l'any 1905 (n. 1843).[61]
- 2 de juliol, Londres, Anglaterra: Joseph Chamberlain, empresari i polític anglès (n.1836).[62]
- 6 de juliol, Montevideo, Uruguai: Delmira Agustini, poetessa uruguaiana, una de les més importants de l'Amèrica Llatina (n. 1886).[63]
- 31 de juliol, París, França: Jean Jaurès, dirigent i polític francès (n. 1859).[64]
- 20 d'agost, Hèlsinki (Finlàndia): Amélie Helga Lundahl, pintora finlandesa (n. 1850).[65]
- 5 de novembre, Friburg de Brisgòvia, Baden-Württemberg, Imperi Alemany: August Weismann, biòleg alemany, un dels fundadors de la genètica.[66]
- 4 de setembre, Madrid (Espanya): José Echegaray y Eizaguirre, matemàtic, enginyer, polític i escriptor espanyol, Premi Nobel de Literatura de 1904 (n. 1832).
- 15 de setembre: Jacobus Herculaas de la Rey, conegut com a Koos de la Rey, general durant la Segona Guerra Bòer.
- 28 de setembre: Christian Fleetwood, suboficial de l'Exèrcit dels Estats Units, editor, músic i funcionari
- 30 de setembre: Yu Gil-jun, polític i filòsof coreà.
- 1 d'octubre: Kristiania: Kitty Lange Kielland, pintora paisatgista noruega (n. 1843).[67]
- 9 de desembre, Imola, Bolonya: Giuseppina Cattani, metgessa patòloga italiana, investigadora del tètanus (n. 1859).[68]
- Prop d'al-Hamra (Oman): Abu Muhammad Abd Allah al-Salimi, restaurador de l'imamat a Oman de 1913 a 1955.
- Madrid: Esteve Sacrest, filòsof i moralista català.
- Praga: Jakub Arbes, novel·lista, crític i periodista txec.
- Balcarce: Higinio Cazón, poeta i compositor argentí.